# 鄭昊 (成化進士)
鄭昊（?—?），字继大，福建福州府长乐县人，明朝政治人物。
天順六年，福建壬午乡试中舉。成化二十年（1484年）甲辰科進士，官至户部郎中。